# Primera División 1990-1991 (Venezuela)
La Primera División 1990-1991 fu la 71ª edizione della massima serie del campionato venezuelano di calcio, e fu vinta dall'Universidad de Los Andes.

## Avvenimenti
Il Pepeganga Margarita lasciò spazio al "Monagas Sport Club" per problemi finanziari. A fine stagione fu l'Universidad de Los Andes, squadra della città di Mérida guidata dall'argentino Carlos Diz, a vincere il trofeo, grazie ai due punti di vantaggio sul Marítimo.

## Partecipanti
- Anzoátegui
- Atl. Zamora
- Caracas
- Deportivo Italia
- Est. Mérida
- Maracaibo FC
- Marítimo de V.
- Minervén
- Mineros
- Monagas
- Portuguesa FC
- Trujillanos
- Unión Táchira
- UD Lara
- U. de Los Andes
- Valencia FC

## Classifica finale
|                      | Pos. | Squadra          | Pt | G  | V  | N  | P  | GF | GS | DR  |
| -------------------- | ---- | ---------------- | -- | -- | -- | -- | -- | -- | -- | --- |
| Venezuela (bandiera) | 1.   | U. de Los Andes  | 39 | 30 | 13 | 13 | 4  | 38 | 28 | +10 |
|                      | 2.   | Marítimo de V.   | 37 | 30 | 14 | 9  | 7  | 46 | 23 | +23 |
|                      | 3.   | Atl. Zamora      | 36 | 30 | 13 | 10 | 7  | 44 | 26 | +18 |
|                      | 4.   | Mineros          | 34 | 30 | 15 | 4  | 11 | 43 | 30 | +13 |
|                      | 5.   | Unión Táchira    | 33 | 30 | 12 | 9  | 9  | 37 | 27 | +10 |
|                      | 6.   | Caracas          | 33 | 30 | 11 | 11 | 8  | 36 | 34 | +2  |
|                      | 7.   | UD Lara          | 32 | 30 | 11 | 10 | 9  | 36 | 29 | +7  |
|                      | 8.   | Deportivo Italia | 30 | 30 | 10 | 10 | 10 | 27 | 29 | -8  |
|                      | 9.   | Minervén         | 30 | 30 | 9  | 12 | 9  | 27 | 21 | +6  |
|                      | 10.  | Trujillanos      | 29 | 30 | 12 | 5  | 13 | 27 | 34 | -7  |
|                      | 11.  | Est. Mérida      | 29 | 30 | 9  | 11 | 10 | 27 | 31 | -4  |
|                      | 12.  | Monagas          | 29 | 30 | 9  | 11 | 10 | 33 | 39 | -6  |
|                      | 13.  | Portuguesa FC    | 25 | 30 | 9  | 7  | 14 | 27 | 41 | -14 |
|                      | 14.  | Anzoátegui       | 25 | 30 | 10 | 5  | 15 | 27 | 41 | -14 |
|                      | 15.  | Maracaibo FC     | 20 | 30 | 9  | 2  | 19 | 28 | 43 | -15 |
|                      | 16.  | Valencia FC      | 19 | 30 | 9  | 1  | 20 | 33 | 60 | -27 |

Legenda:

         Campione del Venezuela 1990-91 e qualificato alla Coppa Libertadores 1992
         Qualificato alla Coppa Libertadores 1992
Note:
Due punti a vittoria, uno a pareggio, zero a sconfitta.

## Statistiche

### Classifica marcatori
| Gol |  |  | Giocatore          | Squadra |
| --- |  |  | ------------------ | ------- |
| 15  |  |  | Alexander Bottini  | Monagas |
| 15  |  |  | Ildemaro Fernández | Mineros |